# Из джунглей в джунгли
«Из джунглей в джунгли» (англ. Jungle 2 Jungle) — американский комедийный фильм 1997 года кинокомпаний Уолт Дисней Пикчерз и TF1 Films Productions, снятого режиссёром Джоном Пасквином.
Ремейк французского фильма 1994 года «Индеец в Париже» (также известного как «Маленький индеец», «Большой город»), его сюжет довольно близко следует за оригиналом, наибольшее различие заключается в изменении местоположения из Парижа в Нью-Йорк. 
В главных ролях Тим Аллен, Мартин Шорт, Лолита Давидович, Дэвид Огден Стайерс, Джобет Уильямс, Лили Собески (её дебютная роль) и Сэм Хантингтон в роли Мими-Сику.

## Сюжет
Майкл Кромвель (Тим Аллен) — самодовольный, успешный товарный брокер, живущий в Нью-Йорке и работающий в Всемирном торговом центре в здании 7[уточнить]. Чтобы жениться на своей новой невесте Шарлотте (Лолита Давидович), ему необходимо получить окончательный развод от своей первой жены Патрисии (Джобет Уильямс), которая ушла от него несколькими годами ранее. Патрисия сейчас живет с наполовину вестернизированным племенем в национальном парке Канайма, Венесуэла. Майкл едет туда, чтобы получить свою подпись на бракоразводных документах, но по прибытии обнаруживает, что у него есть 13-летний сын по имени Мими-Сику (Сэм Хантингтон).
Майкл пытается сблизиться с Мими-Сику во время своего краткого пребывания с племенем и обещает отвезти его в Нью-Йорк «когда он станет мужчиной». Майкл также получил новое имя, Бабуин, как это принято в племени. Той же ночью Мими-Сику проходит традиционный обряд перехода своего племени, которое теперь считает его человеком. Старейшина племени дает Мими особую задачу: чтобы однажды стать вождем племени, Мими должен принести огонь из Статуи Свободы, и он с нетерпением ожидает путешествия со своим отцом. Упрямый Майкл, понимая, что его обещание придется выполнить раньше, чем он сам понял, привозит Мими с собой в Нью-Йорк. 
Невеста Майкла — Шарлотта, недовольна неожиданным посетителем в одежде из набедренной повязки, который пытается помочиться перед ней у искусственного дерева (как обычно делали в его племени). Мими-Сику носит традиционную одежду на протяжении большей части своего пребывания в Нью-Йорке. Когда Майкл пытается приспособить Мими-Сику к городской жизни, происходит межкультурное недоразумение, когда Мими-Сику возвращается к обычаям, которые его племя считает приемлемыми. 
Впоследствии, поднимаясь на Статую Свободы, чтобы достичь пламени, Мими-Сику разочаровывается, когда видит, что огонь не настоящий.
Находясь в доме партнера Майкла Ричарда Кемпстера (Мартин Шорт), Мими-Сику влюбляется в его дочь Карен (Лили Собески). Он разрисовывает её лицо и дает ей новое имя — Укуме, как это принято в его племени. Ричард негодует на присутствие Мими в его доме, из-за его влияния на Карен. Затем Ричард чуть не сходит с ума, когда он видит свою дочь и Мими вместе в гамаке и угрожает отправить её в летний лагерь для девочек.
Позднее Кемпстер и Майкл становятся жертвами Алексея Йовановича (Дэвид Огден Стайерс), русского мафиози и торговца икрой, который считает, что они обманули его в коммерческой сделке. Он приходит в дом Кемпстеров, пытает Ричарда, чтобы получить информацию, и готов отрезать ему пальцы. Сражаясь вместе, используя охотничьи навыки Мими и ручного тарантула Мими Майтику, Майкл и Мими отбиваются от Йовановича и его приспешников.
Мими-Сику возвращается в джунгли Амазонки, но перед тем, как уйти, его отец дает ему спутниковый телефон, чтобы они могли оставаться на связи. Майкл также дарит Мими зажигалку Statue of Liberty, которая производит огонь из факела (тем самым выполняя задачу Мими), взамен Мими дает отцу трубку с отравленными дротиками.
Вскоре после этого Майкл обнаруживает, что разочарован своей жизнью в «крысиных бегах» и понимает, что его отношения с Шарлоттой исчерпаны. 
Он пытается убить муху с помощью своей трубки на этаже Нью-Йоркской торговой палаты (New York Board of Trade). Он попадает в нее, но также и в свего вспыльчивого босса Лэнгстона, который потом засыпает в торговом зале.
Майкл возвращается в Липо-Липо, чтобы увидеться с сыном и бывшей женой, которые привезли с собой семью Кемпстеров в отпуск. Карен и Мими воссоединяются и предлагают, чтобы Майкл и Патрисия также возобновили свои отношения. 
Когда начинаются заключительные титры, Майкл проходит обряд посвящения, как ранее это делал Мими.

## В ролях
- Тим Аллен — Майкл Кромвель
- Мартин Шорт — Ричард Кемпстер
- Сэм Хантингтон — Мими-Сику Кромвель
- Джобет Уильямс — доктор Патрисия Кромвель
- Лолита Давидович — Шарлотта
- Дэвид Огден Стайерс — Алексей Йованович
- Валери Махаффей — Ян Кемпстер
- Лили Собески — Карен Кемпстер
- Луис Авалос — Абэ
- Фрэнки Дж. Галассо — Эндрю Кемпстер
- Кэрол Шелли — Фиона Глокман
- Боб Диши — Джордж Лэнгстон
- Доминик Китинг — Ян
- Ронди Рид — Сара
- Они Фаида Лампли — Мадлен

## Критика
Роджер Эберт был крайне разочарован фильмом, он дал ему одну звезду из четырёх. Он также охарактеризовал его как «глупый, скучный, предсказуемый, длинный и медленный» и добавил, что хотя французская версия была незабываемо плохой, американская была «просто забываемой». Коллега Эберта Джин Сискел сказал, что ему было стыдно за Аллена и Шорта, поскольку он чувствовал, что их гораздо лучше использовали в других телевизионных программах и фильмах. Позже Сискел объявил «Из джунглей в джунгли» худшим фильмом 1997 года.